# École nationale des services vétérinaires
 (avril 2015).
Si vous disposez d'ouvrages ou d'articles de référence ou si vous connaissez des sites web de qualité traitant du thème abordé ici, merci de compléter l'article en donnant les références utiles à sa vérifiabilité et en les liant à la section « Notes et références ».
L'École nationale des services vétérinaires (ENSV) a été créée en 1973 par l’État pour assurer la formation des vétérinaires fonctionnaires du ministère chargé de l’agriculture (inspecteurs de santé publique vétérinaire - ISPV). Elle s'est unie, le 1er janvier 2010, à l'École nationale vétérinaire de Lyon et à l'École nationale d'ingénieurs des travaux agricoles de Clermont-Ferrand en un nouvel établissement portant le nom de VetAgro Sup, Institut d'enseignement supérieur et de recherche en alimentation, santé animale, sciences agronomiques et de environnement.

## Campus
L’ENSV - implantée depuis 1994 sur le Campus de l’École nationale vétérinaire de Lyon (à Marcy-l'Étoile - dispose depuis 2008 d’un bâtiment sur ce site, financé par le  conseil régional de Rhône-Alpes, le Conseil général du Rhône, la Communauté Urbaine de Lyon et l’État. Ce bâtiment abrite un amphithéâtre de 50 places et 4 salles de conférences pour les besoins des divers enseignements et événements organisés par l’ENSV.

## École d'application et formation diplômante
La formation des inspecteurs de la santé publique vétérinaire, à leur recrutement, puis tout au long de leur carrière constitue le cœur de métier de l'ENSV. L'expertise de l'ENSV en la matière est reconnue internationalement et lui vaut depuis 2004 le statut de centre collaborateur de l’Organisation mondiale de la santé animale (OIE) pour la formation des vétérinaires officiels.
La formation initiale des vétérinaires officiels à l'ENSV inclut le Certificat d'études approfondies vétérinaires en santé publique vétérinaire (CEAV-SPV), diplôme de spécialité de 3e cycle des écoles vétérinaires françaises ouvert plus largement aux candidats titulaires d'un diplôme de vétérinaire, ainsi que le Certificat d’études approfondies en science politique « analyse des politiques publiques de l’alimentation et gestion des risques sanitaires » (CEA-PAGERS) délivré en partenariat avec l’Institut d'études politiques de Lyon.
Le cursus de formation organisé à l'ENSV pour les fonctionnaires français est par ailleurs ouvert à des auditeurs, fonctionnaires ou non, vétérinaires ou ingénieurs, français ou étrangers, sous statut étudiant ou dans le cadre de la formation permanente, qui constituent actuellement la moitié des effectifs de chaque promotion.
L'ENSV coordonne les activités de recherche des inspecteurs de la santé publique vétérinaire mis à disposition, au titre de la formation continue par la recherche (FCPR), de structures de recherche pour la réalisation d’un travail de thèse universitaire sur des problématiques d’intérêt pour le ministère chargé de l’agriculture.  Ce dispositif a pour objectif le développement au sein du ministère chargé de l’agriculture des compétences internes de haut niveau dans des domaines spécifiques ou émergents (épidémiologie, analyse des risques et économie de la santé pour de nouvelles approches de l’inspection, etc.), et de développer une interface plus efficace entre gestionnaires de risques et évaluateurs de risques.

## Sources
- Site officiel de l'Ecole nationale des services vétérinaires
- Site officiel de VetAgro Sup
- Site officiel de l'OIE